# Südtiroler PISA-Ergebnisse
Die Autonome Provinz Bozen – Südtirol nahm 2003 erstmals an der PISA-Studie teil und strebte ein eigenes regionales Teilergebnis als adjudicated region an.
Die Auswertung erfolgte durch das dem italienischen Unterrichtsministerium (damals: Ministero della Pubblica Istruzione) zugehörige INVALSI in Frascati.
Die Ergebnisse wurden im Anhang B des internationalen Berichtes sowie in einem eigenen Bericht für die Schule in Südtirol, den das INVALSI ausgearbeitet hat, dargelegt. Auffallend sind stets erhebliche Unterschiede zwischen den Schulen der drei Sprachgruppen.

## Südtiroler Ergebnis 2003
Obwohl das Schulamt Bozen noch vor der Veröffentlichung der PISA-Ergebnisse auf die beschränkte Aussagekraft der PISA-Studie hingewiesen hatte, erregten die Ergebnisse einiges Aufsehen in der Lokalpresse. In einzelnen Teilbereichen hatte Südtirol 2003 sogar den PISA-Weltmeister Finnland geschlagen. Allerdings umfasste die Stichprobe keine Jugendlichen, die nach Erfüllung der damals neunjährigen Schulpflicht bereits aus der Schule ausgeschieden waren, und es wurden auch sonstige Zweifel an der Methodik der Untersuchung geäußert.

## Südtiroler Ergebnis 2006
Bei der PISA-Studie 2006 konnten die Schulen in Südtirol wiederum gute Ergebnisse erzielen. Diesmal fiel durch die Einführung der Bildungspflicht bis 18 Jahre in Italien die Stichprobe repräsentativer aus. Der Einfluss des sozio-ökonomischen Hintergrundes der Schüler auf die Schülerleistungen schien geringer als in den meisten anderen Ländern ausgeprägt zu sein, was mit dem allgemeinen Wohlstand in Südtirol zu erklären sein dürfte.

## Südtiroler Ergebnis 2009
Die Ergebnisse im Lesen entsprachen (490) in etwa dem OECD-Durchschnitt, waren aber um 12 Punkte niedriger als 2006. Bemerkenswert war vor allem, dass in der deutschen Schule in Südtirol nur 15,9 % der Schüler auf Kompetenzniveau 1 oder darunter lagen und damit der von der EU angepeilte Wert von 15 % fast erreicht wurde. Auffällig war auch, dass der Unterschied zwischen Mädchen und Buben größer ausfiel als in den meisten anderen Regionen und Staaten. Die Ergebnisse in Mathematik (519 in der deutschen Schule) und in den Naturwissenschaften (513) lagen deutlich über dem OECD-Durchschnitt.

## Südtiroler Ergebnis 2012
2012 konnten die deutschen Schulen ihre Ergebnisse in den Bereichen Lesekompetenz (503) und naturwissenschaftliche Grundbildung (530) im Vergleich zu 2009 verbessern, in Mathematik um einen Punkt. Damit lagen die Ergebnisse in allen Bereichen deutlich über dem OECD-Durchschnitt. In Mathematik lagen in der deutschen Schule nur 15,4 % der Schüler auf Kompetenzniveau 1 oder darunter, womit der von der EU angepeilte Wert von 15 % fast erreicht wurde. In der Lesekompetenz wurde dieser Wert unterschritten: Er lag bei 13,2 %. Zum ersten Mal wurden bei einem Teil der Testteilnehmer auch die Kompetenzen in „financial literacy“ (Grundbildung im Finanzbereich) erhoben. Ebenso neu war, dass an elf Schulen deutscher Unterrichtssprache ein computerbasierter Test im digitalen Lesen, im Problemlösen und in Mathematik vorgenommen wurde.

## Südtiroler Ergebnis 2015
Der Fokus des Tests 2015 lag auf Naturwissenschaften. Südtiroler Schüler erzielten in diesem Bereich wie auch in Mathematik im staatsweiten Vergleich sehr gute Ergebnisse und lagen auch signifikant über dem OECD-Durchschnitt. Im Bereich Lesekompetenz gab es hingegen keinen statistisch signifikanten Unterschied zum OECD-Schnitt.

## Südtiroler Ergebnis 2018
Schwerpunkt von PISA 2018 war die Lesekompetenz. In allen Bereichen erzielten Südtiroler Schüler Ergebnisse, die signifikant über dem OECD-Durchschnitt lagen.